# Wiktor Nikolajewitsch Semjonow
Wiktor Nikolajewitsch Semjonow (belarussisch Віктар Мікалаевіч Сямёнаў, russisch Виктор Николаевич Семёнов; * Mai 1957 in Perm) ist ein ehemaliger sowjetischer Biathlet.
Wiktor Semjonow begann seine Sportkarriere in seinem Geburtsort Perm als Skilangläufer, er wurde sowjetischer Juniorenmeister und in die Nationalmannschaft berufen. Im Alter von neunzehn Jahren zog er nach Minsk-Raubitschy, wo er unter Wladimir Kartschewski zum Biathlon wechselte und sich als sehr guter Schütze erwies. Schon bald hatte er Erfolge im Juniorenbereich aufzuweisen. 1977 in Kurikka und 1978 in Ruhpolding nahm er an den Juniorenweltmeisterschaften teil, 1977 gewann er in Finnland mit Alexei Ulin und Sergei Lewinski Bronze in der Staffel und Silber im Einzel. Sein Nationaltrainer Priwalow sah in ihm mehr Potential als bei Alexander Tichonow. 1978 in Ruhpolding gewann er mit Wladimir Alikin und Sergei Lewinski hinter der DDR die Silbermedaille im Staffelrennen sowie beide Einzeltitel in den Juniorenrennen über 10 km und 15 km. 1980 wurde Semjonow bei den sowjetischen Meisterschaften in Kirowo-Tschepezk UdSSR-Meister in der Staffel (als Dinamo I), zusammen mit Alexander Morosow, Wladimir Wwedenski und Wladimir Barnaschow, im 20 km-Einzel belegte er Platz drei. 1981 gewann er bei den Landesmeisterschaften Silber im Einzel und Bronze mit der Staffel. Er hatte sein erfolgreichstes Karrierejahr, als er 1982 vor heimischem Publikum in Minsk an den Biathlon-Weltmeisterschaften teilnahm. Im Einzel belegte er als bester sowjetischer Starter bei drei Schießfehlern und mit fast fünf Minuten Rückstand auf den Sieger Frank Ullrich den siebten Rang, mit Wladimir Alikin, Wladimir Barnaschow und Anatoli Aljabjew gewann er mit der sowjetischen Staffel hinter der DDR und Norwegen die Bronzemedaille. Nach seinen Aussagen verhinderten gegen seinen Willen gegebene Medikamente seine große Chance auf den Weltmeistertitel.
Semjonow beendete seine Karriere bereits 1985 im Alter von 28 Jahren und wurde Trainer. Nach dem Zerfall der Sowjetunion blieb er in Belarus und arbeitete er in verschiedensten Berufen, heute ist er als Wachmann in einem Supermarkt beschäftigt.